# Partout sur Terre

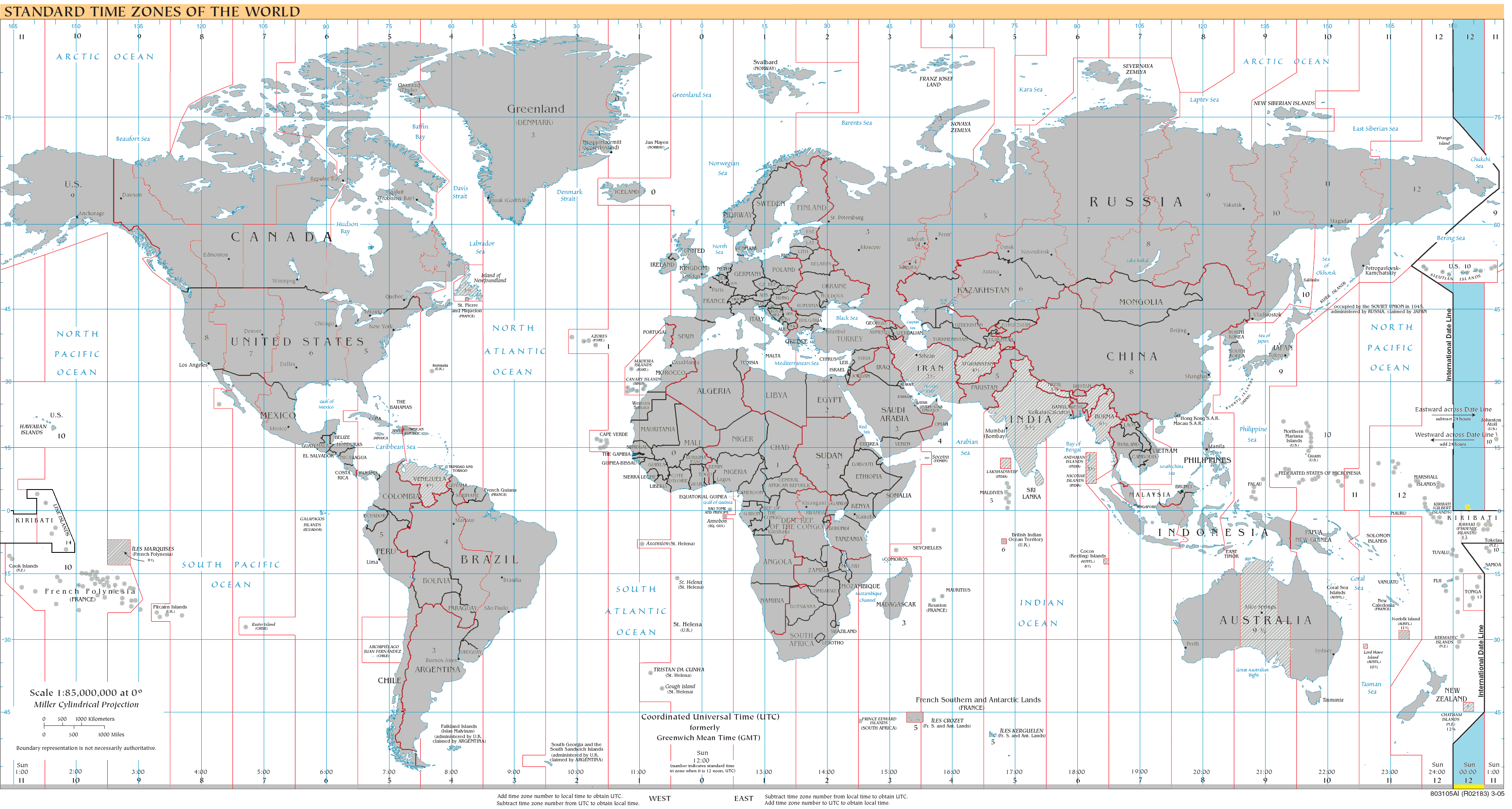
Carte mondiale des fuseaux horaires, avec le fuseau horaire UTC-12 en surbrillance.

Partout sur Terre (en anglais Anywhere on Earth, AoE) est une désignation de calendrier qui indique qu'une période expire lorsque la date passe partout sur Terre. Le dernier endroit sur Terre où une date existe est sur les îles Howland et Baker, dans le fuseau horaire UTC−12:00 (du côté occidental de la ligne de date internationale). C'est donc le dernier endroit sur le globe où un jour donné existe encore avant de céder pour toujours la place au suivant. Par conséquent, la journée se termine lorsqu'elle se termine sur l'île Howland.
La convention trouve son origine dans les procédures de vote IEEE 802.16. À ce stade, de nombreuses dates limites de scrutin IEEE 802 sont établies à la fin de la journée en utilisant « AoE », pour l'abréviation de "Partout sur Terre" en anglais. Cela signifie que la date limite n'est pas dépassée si, Partout sur Terre, la date limite n'est pas encore dépassée.
La fin de la journée AoE se produit à midi temps universel coordonné (UTC) du jour suivant. L'île Howland et l'île Baker étant à mi-chemin autour du monde du méridien principal qui est la longitude de référence de base pour le temps UTC. Ainsi, en notation standard, c'est :
UTC−12:00 heure
Heure d'été : l'heure d'été n'est pas appliquée, ni applicable.